# Giuseppe Vitale
Giuseppe Vitale (ur. 26 lipca 1923 w Locri, zm. 29 stycznia 2013) – włoski polityk i działacz rolniczy, senator VII kadencji, od 1980 do 1984 poseł do Parlamentu Europejskiego I kadencji.

## Życiorys
Został dyrektorem krajowej kooperatywy rolniczej, zasiadał w zarządach różnych organizacji rolniczych. Kierował też organizacją Istituto nazionale assistenza informazioni, studi sulla Comunità europea (Inasil-CEE), zajmującej się działaniami informacyjnymi na temat Wspólnot Europejskich.
Zaangażował się w działalność polityczną w ramach Włoskiej Partii Komunistycznej. W latach 1976–1979 sprawował mandat senatora VII kadencji. W 1979 bez powodzenia kandydował do Parlamentu Europejskiego, mandat uzyskał 24 czerwca 1980 w miejsce zmarłego Giorgio Amendoli. Przystąpił do Grupy Sojuszu Komunistycznego. Należał do Komisji ds. Rolnictwa, a od 1982 do 1984 pełnił w Europarlamencie funkcję kwestora.